# 金佛庄
金佛庄（1897年—1926年），原名金灿，浙江东阳人，中华民国政治人物。1918年考入保定陆军军官学校，在校期间加入中国社会主义青年团，毕业后返回浙江，加入中国共产党。中共三大后以个人身份加入中国国民党。此后参与创建黄埔军校，并参与了第一次、第二次东征。北伐战争中担任总司令部警卫团少将团长，1926年12月前往乘船自江西前往浙江从事策反活动，当月12日至南京下关被孙传芳所部逮捕，次日被杀害于雨花台。金佛庄被杀害后，国民党和共产党方面均举行了悼念活动。金佛庄也成为了第一位被害于雨花台的中国共产党党员。

## 生平
金佛庄，原名金灿，乳名文，别字辉卿，1897年生于浙江东阳横店镇良渡村。早年曾就读于东阳湖溪忠清书院高小、浙江东阳县立中学，毕业后于1918年考入保定陆军军官学校。1920年，直皖战争爆发，保定军校被迫停办，金佛庄也因此离校，并考入厦门大学文学专业。因厦门大学是自费入学，其学费系亲朋好友筹措而来:8。1921年保定军校复课后，金佛庄返回保定继续学业:556。1922年加入中国社会主义青年团。至1922年毕业前，在保定军校内组织革命团体“壬戌社”:92。1922年夏天毕业后被分配至上海闸北淞沪护军使署步兵连担任排长，后改任浙江陆军第二师第四团步兵营排长、连副，并一度升任为浙江警备处营长:9。当年秋天加入中国共产党，入党介绍人为中共上海地委负责人徐梅坤:556。1922年9月起担任中共杭州小组成员，参与创建并负责《协进》《浙民日报》等刊物的编辑工作:556，并因此一度被北洋政府逮捕入狱，后经蒋百里等人营救才得以出狱:9。1923年作为浙江省代表赴广州出席中共三大:92，会后以个人身份加入中国国民党:459。此后长期负责杭州和上海的党组织联络工作:556。
1924年赶赴广州，参与创建黄埔军校，当年6月担任军校第一期第三队队长，之后还担任了中共黄埔军校特别支部执行委员:92。1924年7月，金佛庄被推选为黄埔军校国民党特别党部执行委员。同年参加平定广州商团事变的战斗:9。1924年11月，担任黄埔军校教导团第二团第三营营长。任内积极宣传革命主张，认为应当改革旧式军队，建立新式军队，并积极推动国共合作。1925年2月率所部第三营参加第一次东征，并为第二团赢得“党军荣誉旗”。1925年7月升任国民革命军第一军第一师第二团党代表，后一度升任为团长，并率部参加第二次东征。中山舰事件后被解除军职，并调回黄埔军校，改任第一团军事主任教官，兼任军校法规编审委员会委员长:92。
1926年7月北伐战争开始后，担任国民革命军总司令部参谋处副处长，兼任第三科科长。总司令部前往湖南后，改任总司令部警卫团少将团长。此后金佛庄岁总司令部转战湖北、湖南和江西，负责保卫指挥机关和苏联顾问的安全:100。此后金佛庄参与了攻打南昌的战役，并于1926年11月攻克南昌。当月金佛庄担任南昌戒严司令，负责在城内维持军纪:92。1926年12月9日与黄埔军校毕业生顾名世化装成上海洋行买办，离开江西前往浙江策反部队:463。当月12日途径南京下关码头时被南京戍卫司令孟昭月和宪兵司令汪其昌率队逮捕:556。得知金佛庄被捕后，国民党和共产党方面均设法援救，但没能成功。被捕后第二天，金佛庄被杀害于南京雨花台:11。

## 家庭
1918年金佛庄与严瑞珍结婚，二人一同前往保定。1920年金佛庄前往厦门途中将严瑞珍安顿回家乡:458。

## 纪念
金佛庄被杀害后，广州国民政府、国民党江苏省党部等均举行了相关的哀悼和抗议活动:11。国民政府还曾向金佛庄的父母发放了抚恤金:101。蒋介石得知金佛庄被杀害后，将攻克南昌城后俘虏的孙传芳部将领唐福山、张凤岐等人处决。
金佛庄是第一位被杀害于南京雨花台的中国共产党党员，其名字位列雨花台烈士名录第一位。中共中央宣传部于金佛庄被害后，在其主办的《汉口民国日报》上刊发了“金佛庄同志追悼会筹备处启事”。1945年4月，中共七大召开前夕，金佛庄被编入《死难烈士英名录》中，1964年正式被中共中央批准为革命烈士。
金佛庄被杀害后，其遗体由其妻子严瑞珍寻回:463，并安葬于其家乡良渡村的牛尾山上，是为金佛庄墓。1983年4月13日金佛庄墓被公布为东阳县级文物保护单位。1995年，横店集团在牛尾山旁的水碓山上修建了金佛庄烈士陵园，由石牌坊、卫士群像、金佛庄烈士花岗岩塑像、石台阶、纪念碑、衣冠冢等部分组成:101。
金佛庄的父母用抚恤金重建了房屋，这幢房屋后来被认定为金佛庄故居。故居为五间二弄、左右对称的硬山式单檐楼房，建筑面积185平米，东侧树立有蒋介石所题“为国捐躯”的碑石。2000年，金佛庄故居从良渡村整体搬迁至金佛庄烈士陵园所在的石碓山上，并作为金佛庄烈士事迹陈列馆开放。此外，金佛庄故居还被列为学校革命传统教育基地和浙江省爱国主义教育基地:101。